# Рынкович, Анатолий Васильевич
Рынко́вич Анато́лий Васи́льевич (белор. Рынковіч Анатоль Васілевіч; 13 августа 1922 — 27 сентября 2007) — инженер, кораблестроитель, выдающийся организатор кораблестроительного производства, участник создания подводного щита СССР, ветеран ОАО "ПО «Севмаш».

## Биография
Рынкович Анатолий Васильевич родился 13 августа 1922 года в деревне Буды (ныне Минская область, Республика Беларусь).
Национальность — белорус.
Родители — отец Рынкович Василий Викторович (род. 1900 — дата смерти неизвестна), мать — Рынкович (девичья фамилия Тарасик) Вера Григорьевна (1900—1985) постоянно проживали на хуторе Оступ Минской области, республика Беларусь, позднее переехали в г. Минск.
Родители были сельскими учителями, отец впоследствии стал директором школы. Мать в юности была актрисой Минского театра.

### Ранние годы
Будучи учеником 7-го класса, изучив случайно попавшийся в руки альбом с фотографиями участников русско-японской войны, решил стать моряком.
21 июня 1939 года закончил полный курс 19-й Белорусской средней школы Ворошиловского района г. Минска с отличием и правом поступления без экзаменов в высшие учебные заведения. Мечтал учиться в военно-морском училище им. Дзержинского, но не прошёл медкомиссию по зрению.
В 1939 году поступил на кораблестроительный факультет Ленинградского кораблестроительного института.

### Военная служба
Осенью 1940 года призван на срочную службу в части ПВО Ленинградского военного округа, принял присягу 04.12.1940. Рядовым в составе 194-го зенитно-артиллерийского полка противовоздушной обороны Ленинградского фронта принял участие в Великой Отечественной войне с октября 1941 года по 9 мая 1945 года. Служил сначала в отдельном прожекторном батальоне специалистом по звукоуловителям (выполнял прослушивание воздушного пространства для обнаружения фашистских самолётов), затем в должности начальника звукопеленгатора и с 1944 года — начальником радиопрожекторной станции РАП-150. За время войны дважды «доходил» от голода, лежал в госпитале. Войну закончил в звании «старший сержант».
С лета 1945 до октября 1946 года А. В. Рынкович проходил службу в звании старшины паркового батальона, поддерживал в исправном техническом состоянии автопарк полка.
Получил несколько настоятельных предложений остаться в армии для прохождения сверхсрочной службы, однако отклонил их, поскольку стремился завершить высшее образование.
Демобилизован 27.11.1946 года.
После окончания подготовки на военно-морской кафедре ЛКИ присвоено воинское звание инженер-лейтенант (1951).
13 января 1972 года присвоено воинское звание «капитан-лейтенант».
31 декабря 1977 года снят с воинского учёта.
27 апреля 2000 года приказом № 2 Главнокомандующего ВС РФ В. В. Путина в ознаменование 55-летия со дня Победы присвоено воинское звание майор запаса.

### Сведения об учёбе
В декабре 1946 года после демобилизации восстановился в Ленинградском кораблестроительном институте (ЛКИ) на кораблестроительном факультете.
Закончил ЛКИ по специальности «Судостроение» с отличием, звание инженера-кораблестроителя присвоено 5 января 1952 года, диплом В № 584723.
По распределению направлен на работу в г. Молотовск (Северодвинск), на завод № 402 (ныне — ОАО "ПО «Севмаш»).

### Производственная деятельность
Принят на работу 13.02.1952 года на должность инженера бюро строителей завода № 402, с 1 апреля 1952 года переведен строителем во 2-й отдел (строитель тяжелого крейсера проекта 82).
6 апреля 1953 года переведён строителем по корпусной части заказа № 302 (крейсер «Мурманск») в 5 отдел.
С апреля 1954 года — старший строитель отдела 5. В этот период, после того как весной 1955 года северный док цеха № 50 покинул крейсер «Мурманск», его место на стапеле занял заказ № 201 — головной самоходный паром «Северодвинск» (типа «Сыпрус», проекта 722) для Северного морского пароходства. Строителем-сдатчиком заказа № 201 сначала был В. В. Зеленцов, потом А. В. Рынкович, который вел этот заказ до февраля 1958 года.
После сдачи крейсера и основных работ по парому в феврале 1958 года назначен заместителем начальника цеха 42 П. В. Гололобова, а с сентября 1960 года — начальником цеха 42. В должности начальника цеха 42 утвержден министром судостроительной промышленности СССР Б. Е. Бутомой. В должностях заместителя начальника и начальника цеха 42 участвовал в монтаже, наладке и испытаниях оборудования, «доводке» головной подводной лодки проекта 627, К-3 «Ленинский комсомол», затем был одним из руководителей серийного производства подводных лодок проекта 627А. Также в этот период принял активное участие в изготовлении секций АПЛ проекта 658.
В ноябре 1962 года назначен заместителем начальника ППО.
В октябре 1963 года избран на освобождённую должность секретаря партийного комитета КПСС, в связи с чем уволился с Северного машиностроительного предприятия.
С 1963 года по 15 января 1968 года — секретарь партийного комитета КПСС г. Северодвинска на Северном машиностроительном предприятии.
16 января 1968 года вновь принят на Северное машиностроительное предприятие, назначен Е. П. Егоровым на должность заместителя начальника отдела 2.
В феврале 1970 назначен заместителем начальника отдела 5, с августа 1970 года — начальник отдела 5, с апреля 1973 года — Главный строитель — начальник отдела 5.
Руководитель, организатор производства и сдачи в эксплуатацию ВМФ кораблей, построенных на Северном машиностроительном предприятии — атомных подводных лодок проектов 645 ЖМТ, 661 «Анчар», 667А, 667АУ, 667Б, 667БД, 667БДР, 667БДРМ, 685, 705К, 941, 949(А) и ряда других подводных лодок.
С ноября 1985 года — заместитель начальника отдела 5.
В марте 1986 года перевелся старшим строителем 5 отдела, 31 октября 1987 года вышел на заслуженный отдых.
Умер 27 сентября 2007 года от пневмонии. Похоронен на городском кладбище г. Северодвинска, рядом с могилами жены и сына (4 аллея).

### Общественная деятельность
В сентябре 1943 года вступил в ВКП(б), до конца жизни оставался членом КПСС, КПРФ.
После выхода на пенсию, с 1987 по 2004 годы — был заместителем председателя городского комитета ветеранов войны и труда г. Северодвинска (был заместителем Д. Ф. Фёдорова, позднее В. Г. Пушко). На этом посту, в условиях развала Советского Союза старался оказать помощь ветеранам, вел работу с руководством города и предприятий г. Северодвинска в этом направлении.
24 июля 2004 года участвовал в Первом Северодвинском Параде старинных автомобилей и мотоциклов, и стал одним из учредителей «Северодвинского клуба любителей старинных автомобилей и мотоциклов».

## Семья
- Жена — Рынкович (Капустина) Татьяна Дмитриевна (1919—1978) — врач, участник Великой Отечественной войны, служила медсестрой в частях ВВС РККА[7] , после окончания Минского мединститута работала на лечебных должностях в различных медицинских учреждениях. Приехала в г. Молотовск по месту распределения мужа, была заведующей горздравотделом г. Молотовска с 1953 по 1955 годы, заведующая санаторием-профилакторием Севмашпредприятия в 1967—1972 годах[8].
- Сестра — Елена (Ляля) Васильевна Рынкович (1923—2001) — известная актриса, состояла в труппе Минского театра им. Янки Купалы с 1945 года, заслуженная артистка республики Беларусь[9].
- Сын — Сергей Рынкович (1956—1990) — работал на Севмашпредприятии.
- Внучка — Юлия Рынкович — журналист, кандидат филологических наук.

## Награды и заслуги
- За участие в Великой Отечественной войне награждён орденом «Отечественной войны II степени», медалями «За боевые заслуги», «За оборону Ленинграда»[10], «За победу над Германией» и др.
- За заслуги в области создания новых кораблей награждён орденом Ленина (1963), орденом Октябрьской Революции, орденом Трудового Красного Знамени, медалями[4].
- Ветеран Севмашпредприятия (1967), в трудовой книжке — более 40 благодарностей.

## Интересные факты
- Окончил ЛКИ с отличием, был рекомендован для продолжения обучения в аспирантуре при ЛКИ. Однако зачисление в аспирантуру не состоялось из-за несогласия «компетентных» органов с кандидатурой А. В. Рынковича. Отказ выразился в формулировке «родители в войну проживали на оккупированной территории». Так отечественное кораблестроение потеряло ученого и обрело неординарного производственника.
- Известно, что работая на всех должностях, в том числе Главным строителем − начальником отдела строителей (отдела 5), был скромен, тактичен и выдержан, никогда не позволял себе нецензурных выражений.

## Адреса проживания в г. Северодвинске
- До 1956 года — пр. Ленина д. 13.
- С 1956 по 1981 года — пр. Ленина д. 33.
- С 1981 по 2007 год — «директорский дом» пр. Ленина д. 6/34.